# Taglio di Po
Taglio di Po là một đô thị ở tỉnh Rovigo ở vùng Veneto của Ý, có khoảng cách khoảng 50 km về phía nam của Venezia và khoảng 35 km về phía đông của Rovigo. Tại thời điểm ngày 31 tháng 12 năm 2004, đô thị này có dân số 8.394 người và diện tích là 79 km².
Đô thị Taglio di Po có các frazioni (các đơn vị cấp dưới, chủ yếu là các làng) Oca Marina, Mazzorno Dx., Polesinello, Pisana, Gorino Sullam (San Rocco), và Ca' Lattis.
Taglio di Po giáp các đô thị: Adria, Ariano nel Polesine, Corbola, Loreo, Porto Tolle, Porto Viro.